# El italiano (novela)
El italiano es una novela del escritor español Arturo Pérez-Reverte publicada en el año 2021 por editorial Alfaguara. Narra la historia de amor entre Teseo Lombardo y Elena Arbués durante la participación de aquel en las operaciones de ataque a buques ingleses atracados en el puerto de Gibraltar por parte de la Décima Flotilla de la Armada Italiana.